# Felixdorf
Felixdorf ist eine Marktgemeinde im Bezirk Wiener Neustadt in Niederösterreich mit 4575 Einwohnern (Stand 1. Jänner 2025).

## Geografie
Die Marktgemeinde Felixdorf liegt im südlichen Industrieviertel im Steinfeld rund 10 km nördlich von Wiener Neustadt in Niederösterreich. Mit 2,48 Quadratkilometer ist sie die flächenmäßig viertkleinste Gemeinde Niederösterreichs. 10,66 Prozent der Fläche sind bewaldet.
Es existieren neben Felixdorf keine weiteren Katastralgemeinden. Felixdorf Markt ist die einzige Ortschaft sowie der einzige Siedlungsname.
Die südliche Gemeindegrenze verläuft teilweise entlang eines Nebenzweigs des Tirolerbachs. Entlang des Nordrands der Gemeinde fließt der Hauptlauf der Piesting, deren Wasser knapp westlich des Brückenübergangs der Mohrstraße die Turbine eines Kleinwasserkraftwerks treibt. Die mit dem Kraftwerk in Verbindung stehende Wehranlage teilt die Piesting in zwei Seitenarme, zwischen denen sich eine vollständig mit Auwald bewachsene Insel befindet. Knapp vor der Brücke der Südbahn, unter welcher die Piesting am nordwestlichen Ende des Gemeindegebiets abfließt, treffen beide Seitenarme wieder aufeinander.
Entlang des gesamten Bachverlaufes wächst dichter, natürlicher Auwald, welcher im südlichen Wiener Becken rar geworden ist. Teile dieses Waldes waren bereits mehrmals Thema der örtlichen Politik, Flächenumwidmungen sollten einen Ausbau der Gemeinde ermöglichen. Dagegen formierte sich eine Bewegung, welche schließlich zur Bildung des Verein zum Schutz des Auwaldes und der Umwelt in Felixdorf führte.

### Nachbargemeinden
| Matzendorf-Hölles        | Sollenau                                    |           |
|                          | Kompassrose, die auf Nachbargemeinden zeigt | Eggendorf |
| Wöllersdorf-Steinabrückl | Theresienfeld                               |           |

## Geschichte

Felixdorf (links unten) und Umgebung um 1873 (Aufnahmeblatt der Landesaufnahme)

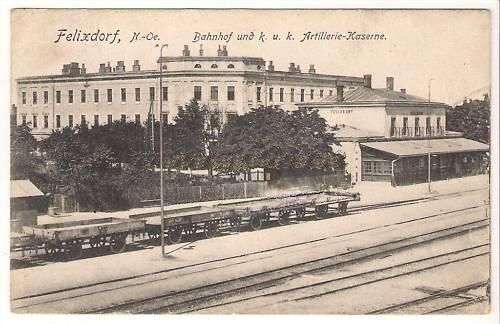
K.u.k. Artillerie-Kaserne (1902: Kaserne für die Schießversuchscommission), später Heeresbauverwaltung für Wien, Niederösterreich und Burgenland

Vor Christi Geburt war das Gebiet Teil des keltischen Königreiches Noricum und gehörte zur Umgebung der keltischen Höhensiedlung Burg auf dem Schwarzenbacher Burgberg.
Später unter den Römern lag das heutige Felixdorf dann in der Provinz Pannonia.
Das Gemeindegebiet von Felixdorf ist Teil des Steinfelds und gehörte ursprünglich zur Gemeinde Wiener Neustadt. Um dieses Gebiet zu nutzen, wurden auf Initiative des Wiener Neustädter Bürgermeisters Felix Mießl im Jahr 1821 die Ortschaft Felixdorf gegründet. Die Ansiedlung hätte ursprünglich zu Ehren des Kaisers Franz I. „Franzensdorf“ heißen sollen; da aber bezweifelt wurde, dass die Siedlung überlebensfähig sei, wurde dieses Ansinnen abgelehnt und die Siedlung nach dem Gründer Felixdorf benannt. Der Ort Kimmerleinsdorf in der Nähe von Groß-Enzersdorf erhielt später den Namen „Franzensdorf“.
Im Jahr 1869 gründeten mehrere Kaufleute und Industrielle die Felixdorfer Weberei und Appretur. Aufgrund der Vereinigung mit der Pottendorfer Spinnerei im Jahr 1912 firmierte das Werk später unter dem Namen Pottendorfer Spinnerei und Felixdorfer Weberei AG. 
Am 1. Jänner 1889 wurde Felixdorf, das bis dahin zur Stadtgemeinde Wiener Neustadt gehört hatte, selbständige Gemeinde.
Auf dem Artillerie-Schießplatz Felixdorf wurde unter anderem 1911 der 30,5-cm-M.11-Mörser eingeschossen.
Nach dem Ersten Weltkrieg erwarb der Mautner-Konzern die Spinnerei und erweiterte sie, sodass am Standort eine Dampfmaschine mit 2400 Pferdestärken, ein Wasserkraftwerk mit rund 210 Pferdestärken, 19.524 Feinspindeln, 150 Zwirnspindeln und 1050 Webstühle vorhanden waren. Ebenso wurden weitere Arbeitersiedlungen errichtet, sodass Felixdorf zu einem der einwohnerstärksten und größten Orte des Bezirkes anwuchs.
In der Nacht vom 5. auf den 6. Februar 1921 stießen beim Eisenbahnunfall von Felixdorf ein aus Italien kommender Schnellzug mit einem Güterzug zusammen. Sieben Reisende starben, 14 wurden schwer verletzt.
Laut Adressbuch von Österreich waren im Jahr 1938 in der Marktgemeinde Felixdorf ein Arzt, ein Zahntechniker, ein Apotheker, einer Autowerkstätte,  zwei Bäcker, ein Baumeister, drei Branntweinhändler, ein Elektrotechniker, ein Fahrradhändler, drei Fleischer, drei  Friseure, ein Fuhrwerker, ein Galanterie- und Spielwarenhändler, sechs Gastwirte, elf Gemischtwarenhändler, ein Glaser, zwei Hebammen, ein Holzhändler, zwei Huthändler, ein Installateur, ein Kaffeehaus, ein Kino, vier Modegeschäfte, zwei Konsumvereine, zwei Kurzwarenhändler, zwei Maler, ein Möbelhändler, zwei Mühlen, zwei Obst- und Gemüsehändler, ein Rauchfangkehrer, ein Sattler, ein Schlosser, zwei Schneider und neun Schneiderinnen, fünf Schuster, ein Seiler, ein Spengler, zwei Strickerei, zwei Trafikanten, zwei Tischler, ein Viktualienhändler, drei Druckereien ein Wagner, zwei Zuckerwarenhändler und einige Landwirte ansässig. Überdies gab es die Pottendorfer Spinnerei und Felixdorfer Weberei AG, die Oesterreichische chemische Industriegesellschaft ein Elektrizitätswerk und die Felixdorfer Walzmühle.
1940 entstand in Felixdorf auf Anregung von Hermann Oberth ein Raketenversuchsplatz.
1942 wurde die Spinnerei stillgelegt. Während des Zweiten Weltkriegs wurden alleine auf das Fabrikgelände knapp 80 Bomben abgeworfen, womit die Weberei fast vollkommen zerstört wurde.
Nach dem Krieg wurde die Weberei wieder aufgebaut und als Pottendorfer Textilwerke fortgeführt, die bis zu 3000 Mitarbeiter beschäftigten. Noch 1969 wurden weitere Arbeiterwohnhäuser errichtet. Durch die zunehmende Konkurrenz aus dem Fernen Osten eingeführter billiger Textilien verlor das Unternehmen jedoch ab den 1970er Jahren zunehmend an Absatzmöglichkeiten, weshalb immer mehr Stellen abgebaut wurden und schließlich die Weberei 1993 (nach anderen Quellen: 1994)  geschlossen wurde.

## Religion
Die Katholiken Felixdorfs gehören seit 2017 zur Pfarre Zum guten Hirten im Steinfeld im Dekanat Wiener Neustadt in der Erzdiözese Wien. Von 1927 bis 2016 bestand eine eigenständige Pfarre in Felixdorf, davor gehörte man zur Pfarre Theresienfeld. Weiter bestehen in Felixdorf eine evangelische Kirche sowie eine Moschee.
53,5 % der Bevölkerung sind römisch-katholisch, 17,0 % gehören dem Islam an, 6,5 % sind evangelisch. Ohne religiöses Bekenntnis sind 19,5 %. Felixdorf ist hinter Waldegg die österreichische Gemeinde mit dem zweithöchsten Moslemanteil bei der Volkszählung 2001.

## Bevölkerungsentwicklung
Vor der ersten Fabrikgründung lebten in Felixdorf insgesamt 160 Menschen. Fünf Jahre später (1831) und nach der Gründung von zwei Baumwollspinnereien wurden 311 Einwohner gezählt. Der weitere Verlauf ist der untenstehenden Graphik zu entnehmen.
| Felixdorf: Einwohnerzahlen von 1869 bis 2025        | Felixdorf: Einwohnerzahlen von 1869 bis 2025 | Felixdorf: Einwohnerzahlen von 1869 bis 2025 | Felixdorf: Einwohnerzahlen von 1869 bis 2025 | Felixdorf: Einwohnerzahlen von 1869 bis 2025 |
| --------------------------------------------------- | -------------------------------------------- | -------------------------------------------- | -------------------------------------------- | -------------------------------------------- |
| Jahr                                                |                                              |                                              |                                              | Einwohner                                    |
| 1869                                                | 1869                                         |                                              | 950                                          | 950                                          |
| 1880                                                | 1880                                         |                                              | 1.787                                        | 1.787                                        |
| 1890                                                | 1890                                         |                                              | 2.137                                        | 2.137                                        |
| 1900                                                | 1900                                         |                                              | 2.635                                        | 2.635                                        |
| 1910                                                | 1910                                         |                                              | 2.557                                        | 2.557                                        |
| 1923                                                | 1923                                         |                                              | 2.230                                        | 2.230                                        |
| 1934                                                | 1934                                         |                                              | 2.363                                        | 2.363                                        |
| 1939                                                | 1939                                         |                                              | 2.370                                        | 2.370                                        |
| 1951                                                | 1951                                         |                                              | 2.357                                        | 2.357                                        |
| 1961                                                | 1961                                         |                                              | 2.484                                        | 2.484                                        |
| 1971                                                | 1971                                         |                                              | 3.209                                        | 3.209                                        |
| 1981                                                | 1981                                         |                                              | 3.801                                        | 3.801                                        |
| 1991                                                | 1991                                         |                                              | 4.035                                        | 4.035                                        |
| 2001                                                | 2001                                         |                                              | 4.288                                        | 4.288                                        |
| 2011                                                | 2011                                         |                                              | 4.241                                        | 4.241                                        |
| 2021                                                | 2021                                         |                                              | 4.432                                        | 4.432                                        |
| 2025                                                | 2025                                         |                                              | 4.575                                        | 4.575                                        |
| Quelle(n): Statistik Austria, Gebietsstand 1.1.2021 |                                              |                                              |                                              |                                              |

## Politik
Der Gemeinderat hat 25 Mitglieder.

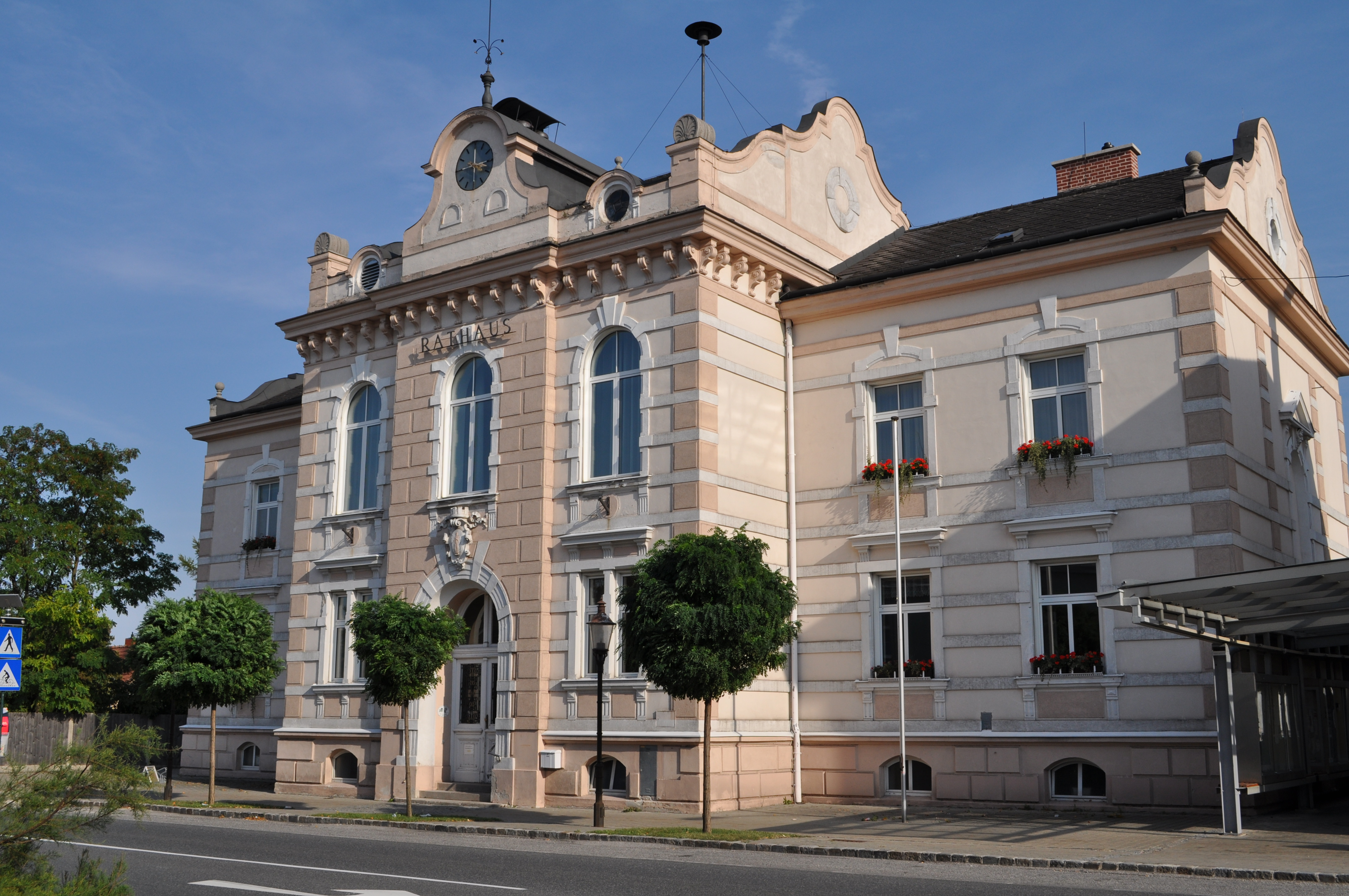
Rathaus Felixdorf

- Mit den Gemeinderatswahlen in Niederösterreich 1990 hatte der Gemeinderat folgende Verteilung: 18 SPÖ, 4 ÖVP, und 3 FPÖ.
- Mit den Gemeinderatswahlen in Niederösterreich 1995 hatte der Gemeinderat folgende Verteilung: 15 SPÖ, 5 ÖVP, 4 FPÖ, und 1 Liste Baum-Stamm-Baum.[9]
- Mit den Gemeinderatswahlen in Niederösterreich 2000 hatte der Gemeinderat folgende Verteilung: 15 SPÖ, 5 ÖVP, 2 FPÖ, 2 Felixdorfer Bürgerinitiative Liste Weiss, und 1 Liste Baum-Stamm-Baum.[10]
- Mit den Gemeinderatswahlen in Niederösterreich 2005 hatte der Gemeinderat folgende Verteilung: 17 SPÖ, 7 ÖVP, und 1 Bürgerinitiative Felixdorf.[11]
- Mit den Gemeinderatswahlen in Niederösterreich 2010 hatte der Gemeinderat folgende Verteilung: 14 SPÖ, 8 ÖVP, und 3 FPÖ.[12]
- Mit den Gemeinderatswahlen in Niederösterreich 2015 hatte der Gemeinderat folgende Verteilung: 14 SPÖ, 8 ÖVP, 2 FPÖ, und Unabhängige Bürgerliste Felixdorf.[13]
- Mit den Gemeinderatswahlen in Niederösterreich 2020 hatte der Gemeinderat folgende Verteilung: 16 SPÖ, 8 ÖVP und 1 FPÖ.[14]
- Mit den Gemeinderatswahlen in Niederösterreich 2025 hat der Gemeinderat folgende Verteilung: 16 SPÖ, 5 ÖVP und 4 FPÖ.[15]

Bürgermeister
- 1945–1961 Lorenz Frasel
- 1961–1988 Heinrich Ramoser
- 1988–2010 Karl Stieber (SPÖ)
- 2010–2023 Walter Kahrer (SPÖ)
- seit 2023 Andreas Hueber (SPÖ)

Im Jahr 2015 wurde die Amtsleiterin der Gemeinde überraschend durch einen Gemeinderatsbeschluss mit Stimmenmehrheit der SPÖ gekündigt. Im darauf folgenden Gerichtsurteil sah das Landesgericht Wiener Neustadt den Rauswurf als „sittenwidrig und offenbar parteipolitisch motiviert“ an, daher durfte die Amtsleiterin den Dienst im Oktober 2018 wieder antreten. Der Gemeinde entstanden durch das nachzuzahlende Gehalt und Anwaltskosten über EUR 200.000 Schaden.

## Kultur und Sehenswürdigkeiten
- Filialkirche Felixdorf

## Wirtschaft
Nichtlandwirtschaftliche Arbeitsstätten gab es im Jahr 2001 136, land- und forstwirtschaftliche Betriebe nach der Erhebung 1999 2. Die Zahl der Erwerbstätigen am Wohnort betrug nach der Volkszählung 2001 1817. Die Erwerbsquote lag 2001 bei 43,42 Prozent.

## Öffentliche Einrichtungen
In der Gemeinde gibt es eine Volksschule und eine Mittelschule.
Insgesamt gibt es drei Landeskindergärten (Kindergarten Bahnstraße, Kindergarten Bräunlichgasse und Kindergarten Mozartgasse) mit insgesamt 10 Gruppen.
Seit August 2022 steht die ehemalige Telefonzelle als offener Bücherschrank im Stile der Londoner Telefonzellen zur Verfügung.

## Verkehr
Der Ort liegt an der Südbahn, es halten Regionalzüge und die S-Bahn Linien S3 und S4. So gibt es jeden Tag etwa drei Züge die Stunde Richtung Wien und Wiener Neustadt. Außerdem beginnen die meisten Regionalzüge der  inneren Aspangbahn, welche über Traiskirchen bis zum Wiener Hauptbahnhof führt. Der Ort liegt an der Wiener Neustädter Straße B 17, sodass sowohl Wien als auch die Bezirkshauptstadt Wiener Neustadt gut erreichbar sind. Auch die nächsten Auffahrten auf die westlich des Ortes verlaufende Südautobahn A2 sind in wenigen Minuten erreichbar.

## Organisationen

### Verein zum Schutz des Auwaldes und der Umwelt in Felixdorf
Dieser Verein existiert seit dem 5. April 2007 und konnte einige Bauvorhaben ändern bzw. deren Umsetzung verhindern. Es handelt sich dabei um einen überparteilichen und nicht auf Gewinn gerichteten Verein. Obmann des Vereins ist Gustav Schranz. Unterstützt wird er von den Stellvertretern Fritz Harrer und Bernd Hrabal, der Kassierin Susanna Stöger und zahlreichen weiteren Mitgliedern.

## Persönlichkeiten
Persönlichkeiten (nach 1945):
- Franz Staffa (1907–1981), Abgeordneter zum Nationalrat, Gemeinderat in Felixdorf
- Franz Stöhr (1921–1970), Abgeordneter zum Niederösterreichischen Landtag, Gemeinderat in Felixdorf
- Johann Farnleitner (* 1939), ehemaliger Bundesminister und Gemeinderat in Felixdorf
- Traude Votruba (* 1942), ehemalige Landesrätin in der Niederösterreichischen Landesregierung und Gemeinderätin in Felixdorf
- Christopher Schärf (* 1979), Schauspieler
- Christoph Seiler (* 1987), Sänger und Kabarettist
- Marco Hausjell (* 1999), Fußballspieler

Ehrenbürger (nach 1945):
- Karl Renner (1870–1950), Bundespräsident
- Oskar Helmer (1887–1963), Bundesminister
- Bruno Kreisky (1911–1990), Bundeskanzler
- Hans Czettel (1923–1980), Landeshauptmannstellvertreter Niederösterreich
- Heinrich Ramoser (1925–1993), Bürgermeister von Felixdorf
- Erwin Buchta (* 1935), Kommerzialrat, ehemaliger geschäftsführender Gemeinderat in Felixdorf
- Karl Stieber (* 1939), ehemaliger Bürgermeister von Felixdorf